# Bathymaster
Bathymaster és un gènere de peixos de la família dels batimastèrids i de l'ordre dels perciformes.

## Depredadors
Bathymaster signatus és depredat pel bacallà del Pacífic (Gadus macrocephalus) a Alaska.

## Distribució geogràfica
Es troba al Pacífic nord: des del Japó (com ara, l'illa de Hokkaido), la mar del Japó, l'estret de Tatària, la badia de Pere el Gran, la mar d'Okhotsk, les illes del Comandant, Kamtxatka, les illes Kurils i les illes Aleutianes fins a l'Àrtic, el mar de la Sibèria Oriental, el golf d'Alaska, Washington i la Colúmbia Britànica (el Canadà).

## Taxonomia
- Bathymaster caeruleofasciatus (Gilbert & Burke, 1912)[22]
- Bathymaster derjugini (Lindberg, 1930)[23]
- Bathymaster leurolepis (McPhail, 1965)[24]
- Bathymaster signatus (Cope, 1873)[25]

## Estat de conservació
Només Bathymaster derjugini apareix a la Llista Vermella de la UICN pels impactes mediambientals causats pel desenvolupament costaner, la contaminació de l'aigua, el trànsit marítim intens i el buidatge de combustible dels vaixells.